# Britt Meelby Jensen
Britt Meelby Jensen (født 14. juni 1973 i Aarhus) er en dansk merkonom og erhvervsleder.
Britt Meelby Jensen er uddannet MBA fra Solvay i 1998 og cand.merc. i international marketing fra Copenhagen Business School i 2000.
Hun begyndte sin karriere indenfor markedsføring, men kom i 2000 til McKinsey & Company som managementkonsulent. Fra 2002 til 2013 var hun ansat i Novo Nordisk, hvor hun sluttede som vicedirektør med ansvar for global marketing. Fra 2013 til 2014 var hun administrerende direktør i Dako og fra 2015 til 2019 administrerende direktør i Zealand Pharma. I 2019 kom hun til det svenske Atos Medical som administrerende direktør, men skiftede i 2022 til samme stilling i Ambu.
Hun er desuden medlem af bestyrelsen i Hempel (siden 2024) og i Novo Holdings (siden 2022). Siden 2024 har hun desuden været medlem af både hovedbestyrelsen og forretningsudvalget i Dansk Industri.
I 2024 blev hun af Lederne kåret til Årets leder.
Hun er gift med direktør Nicolai Meelby, som hun har tre børn med.